# Banco Mediolanum
Banco Mediolanum, anteriormente denominado Fibanc (Banco de Finanzas e Inversiones), es un banco español con sede en la ciudad de Valencia, de origen barcelonés y que actualmente pertenece al lombardo Gruppo Mediolanum. Debe su nombre a la denominación dada por los ínsubres a la actual ciudad de Milán.

## Historia
En 1983, Carlos Tusquets Trias de Bes, actual presidente de EFPA España, fundó el grupo financiero Fibanc con el objetivo de crear un grupo especializado en la gestión de patrimonios. En 1984, se creó Fondiner, el primer Fondo de Activos Monetarios de España, registrado con el número 1 en el Registro de Fondos de Inversión de la CNMV. En 1986, Fibanc lanzó el primer fondo dedicado a un colectivo profesional y en 1987 creó el primer fondo español para invertir en divisas, Fibanc Divisas FIM. Un año más tarde, en 1988, Fibanc recibió la autorización para constituirse como banco que se concretó en febrero de 1989, con el nombre de Banco de Finanzas e Inversiones, S.A. (Fibanc). En 1998, Fibanc se convirtió en miembro de Bolsa.
En 2000, Gruppo Mediolanum adquirió la participación mayoritaria del accionariado de Fibanc. En septiembre de 2004, Gruppo Mediolanum adquirió la totalidad del accionariado de Fibanc. En 2007, Fibanc adoptó la marca Fibanc-Mediolanum. En 2010, Banco Mediolanum se convirtió en la nueva marca de la entidad para operar en España. En 2011, Banco Mediolanum alcanzó un acuerdo con Generali Seguros para la comercialización de seguros de vida y riesgo.
En 2013, la entidad cambió el nombre de su gestora de fondos de inversión y su gestora de fondos de pensiones, que pasaron a llamarse Mediolanum Gestión y Mediolanum Pensiones respectivamente.
En octubre de 2017, la empresa trasladó su sede social de Barcelona a Valencia a causa de la incertidumbre generada por el proceso de independencia catalán.

## Modelo de negocio
El banco se dirige a particulares. Trabaja con asesores financieros a los que llaman Family Bankers. La entidad asigna un consultor a cada cliente.
En 2018, Gruppo Mediolanum fundó su División de Banca Privada en España, para atender a clientes de alto patrimonio. En 2023, el Grupo contaba, entre Italia y España, con de más de 750 Private Bankers.
En 2023 Banco Mediolanum cerró el año con 231.329 clientes, un 10,8% más que el año anterior, y el patrimonio total superó los 10.000 millones. Por otro lado, su red de Family Bankers (asesores financieros) sumó 1.640 profesionales (+1,2%), y la plantilla total de empleados alcanzó las 369 personas, (+9,2%).